# Dorian Gray (filme)
Dorian Gray (bra: O Retrato de Dorian Gray; prt: Dorian Gray) é um filme britânico de 2009, dos gêneros fantasia e drama, dirigido por Oliver Parker, com roteiro de Toby Finlay baseado na obra The Picture of Dorian Gray, de Oscar Wilde
Estrelado por Ben Barnes e Colin Firth, o filme conta a trajetória de Dorian Gray, aristocrata inglês cujo retrato envelhece em seu lugar, mantendo-o sempre jovem e bonito.
Lançando oficialmente em 9 de setembro de 2009, o filme arrecadou US$ 2.967.711.

## Elenco
- Ben Barnes como Dorian Gray
- Colin Firth como Lord Henry Wotton
- Ben Chaplin como Basil Hallward
- Rachel Hurd-Wood como Sibyl Vane
- Johnny Harris como Jim Vane
- Rebecca Hall como Emily Wotton[3]
- Emilia Fox como Lady Victoria Wotton
- Fiona Shaw como Agatha
- Maryam d'Abo como Gladys
- Caroline Goodall como Lady Radley
- Michael Culkin como Lord Radley

## Recepção
O filme recebeu críticas mistas. O Rotten Tomatoes deu 42% de aprovação ao filme, baseado nas críticas, cuja grande maioria, no entanto, refere-se ao roteiro e às atuações.